# Iglesia de Santiago de Asquins
La iglesia [de] Santiago el Mayor de Asquins (en francés: église Saint-Jacques-le-Majeur d'Asquins) es una iglesia medieval francesa situada en Asquins, en el departamento de Yonne. Su notoriedad se debe a que fue en la Edad Media, el punto de partida de una de las cuatro vías principales del Camino de Santiago, la llamada «de Vézelay» o vía Lemovicensis, declarada en 1998 como patrimonio de la humanidad de la UNESCO.
La iglesia se alza sobre una colina que domina el pueblo y desde la explanada ante la iglesia, hay una vista panorámica de los alrededores y una impresionante vista de la basílica de Vézelay.
El edificio está inscrito en el inventario de los monumentos históricos desde el 1 de marzo de 1926.
La iglesia era uno de los lugares católicos del "conjunto parroquial de Vézelay" (que comprende trece comunas) dentro de la arquidiócesis de Sens-Auxerre. En 2015, la iglesia fue cerrada y el culto no se celebrará más en ella. El edificio se utiliza ahora como sala de conciertos, especialmente durante el festival «Les rencontres musicales de Vézelay» [Los eventos musicales de Vézelay].

## Historia

### Edificio
La iglesia ha sido largamente reconstruida a través de los siglos y de los conflictos que tuvo que sufrir: sobre unos cimientos datados en el siglo XII, el edificio actual presenta sobre todo una nave en barril quebrado del siglo XII, una nave lateral norte abovedada en arista del siglo XIII, una nave lateral sur en cuarto de ronda del siglo XVI.
El campanario apoyado originalmente en el primer tramo de la nave lateral sur, fue devuelto en 1755 al eje del edificio, por el bien de la simetría. El abad Grognot, iniciador de estos últimos trabajos, también se preocupó de la decoración interior, haciendo poner paneles, creando una decoración pintada en el coro, y acondicionando las sacristías, no sin sacrificar los frescos de los siglos XIII, XIV y XVI que adornaban las antiguas capillas, entre otros de Vírgenes sabias y vírgenes locas, un San Sebastián, un milagro de San Eloy y varias escenas poco conocidas.
Apegados a su iglesia, los asquineses la dotaron de vidrieras en el siglo XIX honrando a su santo patrono, además de a san Vicente.
L'église eût comme chapelain Aymery Picaud, célèbre auteur du Guide du pèlerin dont chaque pèlerin vient honorer la mémoire. Ce Guide du pèlerin est le livre V du LIBER SANCTI JACOBI (1135-11140)

## Descripción

### Interior
En 1740, llegó a Asquins un sacerdote emprendedor que llevará a cabo, durante los 51 años de su ministerio, muchos trabajos que en lo esencial se conservan hoy día. Todas las decoraciones forman un conjunto, colocado en un momento determinado por una personalidad que marcó su tiempo. El conjunto fue pintado y dorado en 1830. Dentro de este grupo, muchos objetos han sido "clasificados" el 23 de junio de 1988:
- el altar mayor y su tabernáculo, obras en mármol ejecutados entre 1762 y 1765;[M 2]
- la escultura en madera tallada policromada, busto relicario de Saint-Jacques, que data de finales del siglo XVI, inicios del XVII. En el centro del pecho está ahuecada la cavidad que una vez contenía las reliquias.[M 3] De procedencia desconocida, este busto relicario representa a Santiago el Mayor, que fue el primer apóstol decapitado por su fe por el rey Herodes;[11]
- tabla sobre lienzo que representa a San Pablo, fechada a finales del siglo XVII, inicios del XVIII;[M 4]
- dos aparadores de madera pintada y mármol, ejecutados entre 1762 y 1765;[10]
- el cierre del coro de hierro forjado, ejecutado entre 1762 y 1765;[M 5]
- dos estatuas de madera pintada que representa a un santo Barbudo y a un santo imberbe, ejecutados entre 1762 y 1765;[M 6]
- cuatro tablas sobre lienzo que representan a San Agustín, San Jerónimo, San Ambrosio y San Gregorio, ejecutado entre 1762 y 1765;[M 7]
- cuatro pinturas monumentales en piedra, representando una escena del martirio, a San José y el Niño, el sacrificio de Abraham, otra escena del martirio, ejecutadas entre 1762 y 1765;[M 8]
- cierre de las pilas bautismales, de madera, datadas en el siglo XVIII;[M 9]
- el púlpito, en madera tallada, datado en el siglo XVIII;[M 10]
- el altar secundario de la Virgen, el retablo y la estatua representando a la Virgen y al Niño, en madera pintada dorada, datados del siglo XVIII;[M 11]
- las decoraciones (paneles de revestimiento) en madera tallada, ejecutadas entre 1762 y 1765;[M 12]
- dos altares y sus retablos secundarios en madera tallada pintada, pintados, dorados, dos mesas representando a los santos Nazario y Celso, a San Andoche, datadas a principios del siglo XVII;[M 13]
- la pintura monumental que representa escenas y personajes sobre arquitecturas, datadas a principios del siglo XVI;[M 14] Estas pinturas fueron descubiertas en 1967 y se encuentran en los muros de la sacristía (antigua capilla de San Vicente).[12]